# Gampsocera latipennis
Gampsocera latipennis är en tvåvingeart som beskrevs av Becker 1911. Gampsocera latipennis ingår i släktet Gampsocera och familjen fritflugor.
Artens utbredningsområde är Taiwan. Inga underarter finns listade i Catalogue of Life.